# Parafia św. Jana Pawła II w Gdańsku
Parafia św. Jana Pawła II w Gdańsku – parafia rzymskokatolicka usytuowana w Gdańsku. Należy do dekanatu Gdańsk-Łostowice w archidiecezji gdańskiej. Jest to pierwsza parafia pod tym wezwaniem w archidiecezji gdańskiej. Proboszczem parafii jest ks. Ryszard Gros.

## Ulice należące do parafii
Erwiny Barzychowskiej, Zygmunta Chychły, Górnowicza, Andrzeja Grubby, Harmonijna, Hokejowa, Kasztanowa od nr 73, Jana Kielasa, Klasyczna, Kolarska, Łucznicza, Łyżwiarska, Jana Michonia, Narciarska, Ofiar Grudnia 70, Olimpijska, Piłkarska, Zbigniewa Podleckiego, Saneczkarska, Ireny Sendlerowej, Stylowa, Szermiercza, Tenisowa, Wielkopolska od nr 63, Współczesna, Żeglarska.

## Księża

### Obecnie pracujący
- ks. kan. mgr Ryszard Gros – proboszcz
- ks. mgr lic. Dariusz Skrzypkowski (od 2019) – wikariusz

### Pracujący w ubiegłych latach
- ks. mgr lic. Michał Zegarski (2013–2016) – wikariusz
- ks. mgr lic. Bartłomiej Wittbrodt (2016–2019) – wikariusz

## Historia
- 1 marca 2011 – ustanowienie proboszcza nowej parafii: ks. Ryszard Gros
- 19 kwietnia 2011 – uroczyste poświęcenie placu i Krzyża przez arcybiskupa Sławoja Leszka Głódzia
- 13 maja 2011 – ogłoszenie przez abp. Głódzia konkursu zamkniętego na projekt kościoła – Votum Jana Pawła II
- 7 czerwca 2011 – erygowanie parafii bł. Jana Pawła II, która powstała z wyłączonych części Parafii św. Jacka w Straszynie i Parafii św. Judy Tadeusza w Gdańsku
- 6 lipca 2011 – rozpoczęcie budowy kaplicy
- 5 września 2011 – zakończenie konkursu na projekt kościoła – Votum Jana Pawła II
- 11 grudnia 2011 – sprawowanie pierwszej Mszy Świętej, poświęcenie kaplicy przez abp. Sławoja Leszka Głódzia, przekazanie relikwii – kropli krwi Jana Pawła II oraz obrazu z wizerunkiem błogosławionego, ofiarowanie przez Zakon Najświętszego Zbawiciela (siostry brygidki) dzwonu „Święta Brygida”
- 7 marca 2012 – zawieszenie dzwonu na wieży kaplicy
- 30 kwietnia 2012 – ksiądz proboszcz wprowadził się do części mieszkalnej na tyłach kaplicy
- 1 lipca 2013 – pierwszym wikariuszem został ks. neoprezbiter mgr Michał Zegarski
- 17 marca 2016 – poświęcenie placu przez arcybiskupa Sławoja Leszka Głódzia – rozpoczęcie budowy kościoła
- 1 lipca 2016 – drugim wikariuszem został ks. mgr lic. Bartłomiej Wittbrodt
- 1 lipca 2019 – trzecim wikariuszem został ks. mgr lic. Dariusz Skrzypkowski